# 千字节
千字节（英語：。符号为kB或KB）是信息计量单位字节的多倍形式。国际单位制（SI）以1000（103）来定义前缀千，故1千字节表示1字节的1000倍。但在信息技术领域中，尤其是表示主存储容量时，千字节通常表示1024（210）个字节。这是由数据流的二进制存储法决定的。这种情况下，在表示1024字节时，千字节的符号常记为大写字母KB或K。
Kibibyte（符號：KiB）是另一个类似的單位，使用二进制前缀，表示1,024字节，由国际电工委员会（IEC）于1998年制定。常与千字节混淆。

## 定义和应用

### 1000字节
国际单位制（SI）中，千表示1000（103）；因此，1千字节表示1000字节。单位符号记为kB（小寫k）。
这是国际电工委员会（IEC）推荐使用的定义。在表示计算机网络、内部总线、硬盘驱动器和闪存的介质传输速度，以及大部分存储器的容量，特别是硬盘容量，闪存容量和數碼多功能影音光碟时，千字节及其相关前缀如百萬 = 1000000、吉咖 = 1000000000等的这种定义用来表示码率单位。这和其他国际单位制词头（如赫兹和每秒浮點運算次數）的计算法则是一致的。
应用此定义的典型案例为Mac OS X v10.6文件管理器软件。自Mac OS X Snow Leopard发行以来，文件大小均是以十进制前缀记录的。硬碟、隨身碟、記憶卡、DVD亦是。

### 1024字节
千字节也常指1024（210）字节。因为1000约等于1024，为方便起见，公制二进制前缀kilo的使用出现。
Microsoft Windows系统中仍在大量使用公制前缀的二进制写法，而世界上90% 的个人电脑在使用win系统。随机存取存储器容量，如主存储或CPU缓存的大小，因为存储的物理地址的原因，也在使用二进制千字节。
一些通信公司，如沃达丰、AT&T、Orange (公司)和澳大利亞電信，也用它来计算营销和计费。
1024字节的二进制表示法通常使用符号KB（大写K），非正式场合常省略B 。例如，65,536字节的缓存处理器会被说成「64 K」缓存。

## 与其他储存单位的换算
- 1 kB = 1,000 B
- 1 MB = 1,000 kB
- 1 GB = 1,000,000 (10002) kB
- 1 TB = 1,000,000,000 (10003) kB

由於混淆已經普遍化，所以千字节（kilobyte）往往指kibibyte，其换算是：
- 1 KiB = 1,024 Byte
- 1 MiB = 1,024 KiB
- 1 GiB = 1,024 MiB = 1,048,576 (10242) KiB
- 1 TiB = 1,024 GiB = 1,073,741,824 (10243) KiB